# Милан Самарџија
Милан Самарџија (рођен 1948. године у Турјаку, селу на обронцима Козаре, општина Градишка) је српски књижевник.

## Биографија
Нилан Самарџија завршио је основно образовање у родном мјесту,средње у Бања Луци, а високошколске студије завршио је на универзитету у Минхену. 
Успјешно се бавио спортом, али и политиком. Био је савјетник у конзуларним и смбасадорским пословима. Књижевност му је преокупациј још из средњешколских дана. Почео је са колумнама у водећим листовима и часописима, највише се истичући у поезији.Био јке велики пријатељ нобеловца Гингера Граса, који је за њега рекао да је балкански Јесењин. И други њемачки писци су га препознали као талента и радо га прихватили у своје друштво.
Самарџија живи и ради у Бања Луци и Минхену.